# Апијано Ђентиле
Апијано Ђентиле (итал. Appiano Gentile) је насеље у Италији у округу Комо, региону Ломбардија.
Према процени из 2011. у насељу је живело 6926 становника. Насеље се налази на надморској висини од 369 м.

## Становништво
| 1931. | 1936. | 1951. | 1961. | 1971. | 1981. | 1991. | 2001. | 2011. |
| ----- | ----- | ----- | ----- | ----- | ----- | ----- | ----- | ----- |
| 3.604 | 3.601 | 4.018 | 4.201 | 5.088 | 6.349 | 6.766 | 7.054 | 7.718 |